# Tantum ergo sacramentum (Holmès)
Pour les articles homonymes, voir Tantum ergo (homonymie).
Tantum ergo sacramentum est une œuvre sacrée d'Augusta Holmès composée en 1872.

## Composition
Augusta Holmès compose son Tantum ergo sacramentum en 1872, sur le texte du Tantum ergo. L'œuvre est écrite pour ténor et baryton avec accompagnement d'orgue.